# Passoã
'la Passoã' est une marque de liqueur à base de jus de fruit de la passion du Brésil. Créé en 1986, Passoã est produit à Angers par le groupe Rémy Cointreau et commercialisée par la société Lixir en France. Elle se décline en une gamme de boissons alcoolisées : liqueurs, cocktails ou shots prêts à servir.

## Historique
La marque est créée en 1986 par le groupe Rémy Martin, et commercialisée en France en 2000 avec une campagne radio dès le mois de juin.
Originellement, la boisson contient un volume d'alcool de 17°. En 2012, le taux est abaissé à 15°, la faisant passer dans la catégorie des « vins tranquilles » et abaissant de ce fait fortement la TVA associée au produit.
En 2010, la Passoã est la troisième boisson la plus vendue dans le marché des liqueurs modernes, avec 10,2 % de parts de marché, en recul de 5 %. En 2012, cette part descend à 9,30 %. En 2006, 5,3 millions de bouteilles ont été produites sur le site de Saint-Barthélémy-d'Anjou.

## Composition et déclinaison
La Passoã se décline aussi à base de mangue, ananas, et noix de coco. Le « Passoã Diablo », lancé en 2002, mélange des arômes de fruit de la passion, de cactus et de gingembre. Elle se décline en « Passoã Diablo Mandarin » (mandarines, arômes exotiques, guarana) et « Passoã Diablo Limon » à base de citron vert. 
En 2012, la marque s'installe sur le segment des cocktails prêt-à-boire, avec le « Tropical Cocktail », constitué de Passoã, d'orange et de canneberge (cranberry).
En 2014, Passoã lance son deuxième cocktail prêt-à-boire, appelé le "Tudo Bom Cocktail", constitué de Passoã, de cachaça et d'orange, le tout déjà préparé. 
Sur la continuité de sa ligne de cocktail prêt-à-boire, Passoã lance en 2015 le "Red Caipirinha", constitué de Passoã et de citron vert. 

## Commercialisation et partenariat
La commercialisation du produit se fait par une bouteille d'une contenance de 70 cl recouverte d'un manchon noir opaque.
La promotion de la boisson se fait via des événements musicaux, la promotion d'artistes et via les réseaux sociaux.
En 2011, Passoã signe un partenariat avec le DJ Laurent Wolf et commercialise une bouteille avec sa signature en édition limitée et « dotée d’un code permettant de télécharger un mix inédit de musiques ». En 2012, la boisson s'associe au groupe de musique nantais et angevin Pony Pony Run Run en sortant un flacon collector avec le nom Pony Pony Run Run inscrit et un packaging adapté à l'univers musical.
En 2013, le groupe lance une nouvelle stratégie marketing pour son produit, pour le doter d'une identité plus forte. Le packaging est notamment changé pour un design rappelant le drapeau brésilien.
La boisson a inspiré la boisson Lagoa, produite par le groupe E.Leclerc.

### Slogans
En France: 
- 2003 : On fait moãt moãt
- 2003-2004 : Comment ça se Boã ? - La saveur des fruits de la passion
- 2004 : Incrooooãããyable mais vert !
- 2006 : Passoa, saveur passion
- 2006-2007 : The Passion Drink
- 2007 : Bien plus que de la passion